# シェネル
シェネル（Che'Nelle Cheryline Lim、1983年3月10日 - ）は、オーストラリア出身の歌手。

## 概要
1983年3月10日にマレーシアに生まれる。父親はマレーシアの華人、母親はインドとオランダの混血。10歳からオーストラリアで育つ。現在はロサンゼルスを拠点とするR&Bシンガー。
2005年、MySpaceに公開していたデモを発掘され、キャピトル・レコーズとの契約。2006年にはカニエ・ウェストのオーストラリア・ツアーの前座に抜擢される。
2007年、シングル「ラブ・ウィズ・DJ」でデビューを果たす。日本国外では芳しい反響は得られなかったが日本でブレイクし、1stアルバムが日本国内でオリコン洋楽チャート1位を獲得した。「ファースト・ラブ」「フィール・グッド」を収録した2ndアルバムを日本で2010年に発売。
ソングライターとしても精力的に活動しており、最近ではレオナ・ルイスなどへの楽曲提供も手掛ける。
久保田利伸の「Missing」の英語カヴァーのロング・ヒットを受けて、自身初となるカヴァー・アルバム『ラブ・ソングス』を日本でのみ発売し、累計35万枚を売り上げる。同アルバムに収録されたTEEの「ベイビー・アイラブユー」の英語カヴァーは、レコチョクコール2011年6月28日付週間ランキングにて総合1位、「レコチョク洋楽・フル」および「レコチョク洋楽・うた」の2011年6月28日付週間ランキングにて1位を記録し、累計ダウンロード件数は160万件に達する。
「ビリーヴ」は2012年7月13日に公開された映画『海猿』の第4作・『BRAVE HEARTS 海猿』の主題歌に抜擢され、RIAJ有料音楽配信チャート（2009年4月より実施）では「祈り 〜涙の軌道」（Mr.Children）以来3ヶ月ぶり通算3曲目となる4週連続1位を獲得した。
2013年、6年ぶりにアメリカでの音楽活動を再開した。同年、バックダンサーと結婚した。英語、中国語、マレー語が話せる。日本語の歌を歌いこなすが、話すことはまだあまりできない。

## 日本でのテレビ出演
- ノンストップ!（2012年7月3日、フジテレビ）
- あさイチ（2012年7月6日、NHK総合） - 特選!エンタ
- ベストヒットUSA（2012年7月10日、BS朝日）
- 関ジャニの仕分け∞ 2時間スペシャル（2012年9月15日、テレビ朝日） - 歌うま芸人3名とのカラオケ対決を全て94点超えで3連勝
- 関ジャニの仕分け∞ 2時間スペシャル（2013年12月14日、テレビ朝日）
- おじゃマップ（2012年10月17日、フジテレビ）
- 歌謡チャリティーコンサート（2012年11月27日、NHK総合）
- 2012 FNS歌謡祭（2012年12月5日、フジテレビ）
- スッキリ!!（2012年12月7日、日本テレビ）
- 関ジャニの仕分け∞（2014年5月24日、テレビ朝日）） - サラ・オレインとのカラオケ対決で持ち歌の「ビリーヴ」を歌うも惜敗した
- 志村座（2014年6月4日、フジテレビ）
- YOUは何しに日本へ?（2014年9月22日、テレビ東京） - マネージャーへの密着取材
- スッキリ!!（2014年12月2日、日本テレビ）
- 千鳥の鬼レンチャン（2024年2月25日、10月6日、フジテレビ）
- 芸能人格付けチェック 秋の3時間スペシャル（2024年10月1日、ABCテレビ） - 弦楽七重奏の演奏対決で「ビリーヴ」を歌唱
- YOUは何しに日本へ?（2024年10月14日、テレビ東京） - 成田空港でインタビュー
- 超・乃木坂スター誕生!（2024年11月19日、日本テレビ） - スタジオゲスト出演しトークと「ビリーヴ」を乃木坂メンバーの中西アルノとデュエット披露した。

## ディスコグラフィー

### 配信シングル
| 発売日        | タイトル                                      | 備考 |
| ------------- | --------------------------------------------- | ---- |
| 2024年2月2日  | SOS                                           |      |
| 2025年5月7日  | Everybody                                     |      |
| 2025年6月11日 | I’ll be by your side feat. 花村想太（Da-iCE） |      |

### 参加作品
| 発売日         | タイトル                                                                 | 規格品番               | レーベル                                          | 備考                    |
| -------------- | ------------------------------------------------------------------------ | ---------------------- | ------------------------------------------------- | ----------------------- |
| 2007年9月19日  | V.I.P presents ガーリシャス GIRL'S STYLE R&B/HIP HOP                     | TOCP-64348             | 1.ラブ・ウィズ・DJ                                | UNIVERSAL MUSIC         |
| 2007年12月26日 | V.I.P. HOT R&B / HIPHOP TRAX 5                                           | DICS2-1.ハリー・アップ | TOCP-64352                                        | UNIVERSAL MUSIC         |
| 2008年4月9日   | FRESH! -EVERYDAY HITS FOR YOUR NEW DAY                                   | TOCP-70491             | 4.ラブ・ウィズ・DJ                                | UNIVERSAL MUSIC         |
| 2008年4月16日  | ダンスホール・ラヴァーズ シーズン5                                       | TOCP-64356             | 1.ラヴ・ウィズ・DJ                                | UNIVERSAL MUSIC         |
| 2008年6月25日  | DJ KAORI'S RAGGA MIX                                                     | UICZ-3100              | 13.ラヴ・ウィズ・DJ                               | USMTVM                  |
| 2008年6月25日  | パーティー・アップ!                                                      | VICP-64165             | 3.ラヴ・ウィズ・DJ                                | Victor Entertainment    |
| 2008年7月2日   | ラヴ・ハウス・プラチナム                                                 | TOCP-64359             | 11.ラヴ・ウィズ・DJ(WAWA Vocal Mix)               | UNIVERSAL MUSIC         |
| 2008年8月20日  | 裸の恋がしたいから。                                                     | TOCP-70574             | 1.ファースト・ラヴ                                | UNIVERSAL MUSIC         |
| 2008年12月26日 | V.I.P. HOT R&B / HIPHOP TRAX-BEST MIX                                    | TOCP-64365             | 5.ラヴ・ウィズ・DJ                                | UNIVERSAL MUSIC         |
| 2008年12月26日 | V.I.P. HOT R&B / HIPHOP TRAX-DVD MIX                                     | TOBW-3362              | 1.ラヴ・ウィズ・DJ                                | UNIVERSAL MUSIC         |
| 2009年4月1日   | VIP presents SWEET SONGS -Love R&B Ballads-                              | TOCP-64370             | 1.Missing                                         | UNIVERSAL MUSIC         |
| 2009年9月16日  | V.I.P. presents ガーリシャス 2 HOT GIRLS TRAX                            | TOCP-64380             | 4.ラヴ・ウィズ・DJ (カリビアン・ソカ・リミックス) | UNIVERSAL MUSIC         |
| 2009年12月26日 | V.I.P. HOT R&B / HIPHOP TRAX 6                                           | TOCP-64381             | 18.ミッシング                                     | UNIVERSAL MUSIC         |
| 2010年4月21日  | ダンスホール・ラヴァーズ シーズン7                                       | TOCP-64386             | 2.フィール・グッド                                | UNIVERSAL MUSIC         |
| 2010年6月2日   | Lil' Eddie『シティ・オブ・マイ・ハート -デラックス・エディション-』      | LEXCD-10007            | 8.POSTCARD feat.CHE'NELLE                         | Manhattan Recordings    |
| 2010年8月4日   | ダンスホール・ラヴァーズpresents ラヴ & ラヴァーズ -Sweet Reggae Trax-   | TOCP-64390             | 1.ミッシング (レゲエ・ミックス)                   | UNIVERSAL MUSIC         |
| 2010年8月25日  | LOVE HOUSE BEST MIX                                                      | TOCP-64391             | 17.I Fell In Love With The DJ (WAWA Vocal Mix)    | UNIVERSAL MUSIC         |
| 2011年5月25日  | V.I.P. presents ラヴィン・ユー                                           | TOCP-64395             | 1.ラヴィン・ユー                                  | UNIVERSAL MUSIC         |
| 2011年7月27日  | INTERNATIONAL CAMELOT MIX                                                | TOCP-64398             | 14.ラブ・ウィズ・DJ                               | UNIVERSAL MUSIC         |
| 2011年9月14日  | SEEDA『瞬間 / IN THE MOMENT』                                            | TOCT-27086             | 11.GIRLS featuring Che'Nelle,林鷹                 | UNIVERSAL MUSIC         |
| 2011年12月14日 | V.I.P. ホット・R&B / ヒップホップ / ダンス・トラックス8                  | TOCP-64405             | 1.ベイビー・アイラブユー (DJ KOMORI Remix)        | UNIVERSAL MUSIC         |
| 2011年12月28日 | V.I.P. ホット・R&B / ヒップ・ホップ / ダンス・トラックス DVD MIX2        | TOBW-3385              | 1.ベイビー・アイラブユー (DJ KOMORI Remix)        | UNIVERSAL MUSIC         |
| 2012年1月25日  | スウィート・ラヴ・ソングス                                               | TOCP-71218             | 1.ベイビー・アイラブユー                          | UNIVERSAL MUSIC         |
| 2012年4月25日  | ベスト・ウーマン 2012                                                    | TOCP-71281             | 1.ベイビー・アイラブユー                          | UNIVERSAL MUSIC         |
| 2012年4月25日  | ダンスホール・ラヴァーズ J-カヴァーズ                                    | TOCP-64412             | 1.ベイビー・アイラブユー (Dancehall Refix)        | UNIVERSAL MUSIC         |
| 2012年8月1日   | V.I.P. presents パーティー・カヴァーズ                                   | TOCP-64415             | 1.ベイビー・アイラブユー (DJ KOMORI Remix)        | UNIVERSAL MUSIC         |
| 2012年10月17日 | Francfranc presents THE KEY to be in LOVE                                | PRPH-5076              | 15.Baby I Love U (The Key to be in Love Remix)    | Philter,Inc             |
| 2012年11月21日 | カバーズ・コレクション                                                   | UICZ-8105              | 1.ベイビー・アイラブユー (English Ver.)           | USM                     |
| 2012年12月19日 | V.I.P. ホット・R&B/ヒップホップ/ダンス・トラックス9                      | TOCP-64418             | 1.ビリーヴ (Dance Mix)                            | UNIVERSAL MUSIC         |
| 2013年1月30日  | 幸せを呼ぶラブ・ソング・ベスト                                           | TOCP-71447             | 1.ビリーヴ                                        | UNIVERSAL MUSIC         |
| 2013年4月24日  | ダンスホール・ラヴァーズ・クライマックス 10TH ANNIVERSARY BEST           | TOCP-64421             | 23.ベイビー・アイラブユー (Dancehall Refix)       | UNIVERSAL MUSIC         |
| 2013年6月26日  | 恋のうた ～サマー・タイム・メモリーズ～                                  | UICZ-8115              | 1.ビリーヴ                                        | USM JAPAN               |
| 2013年7月10日  | SONG for LIGHT UP NIPPON『Light Up Nippon～空に花、大地に花～』          | LUN-01                 | 1.Light Up Nippon～空に花、大地に花～             | LIGHT UP NIPPON records |
| 2013年7月31日  | ドライヴが100倍楽しくなるガールズ・ポップ                                | TOCP-71505             | 1.ベイビー・アイラブユー                          | UNIVERSAL MUSIC         |
| 2013年9月11日  | 最高に幸せなラヴ・ソングス                                               | TOCP-71502             | 1.ベイビー・アイラブユー                          | UNIVERSAL MUSIC         |
| 2013年9月11日  | カバー レッド/女が男を歌うとき 3 -ヴィンテージ-                          | UICZ-8127              | 1.上を向いて歩こう                                | USMTVM                  |
| 2013年9月18日  | 大切な人と聴きたい15のラブソング                                         | UICZ-8128              | 3.ビリーヴ                                        | USMTVM                  |
| 2013年10月16日 | 幸せになるムービー・ソングス                                             | TYCP-60057             | 1.ビリーヴ                                        | UNIVERSAL MUSIC         |
| 2013年10月30日 | V.I.P. ホット・R&B/ヒップホップ/ダンス・トラックス 10TH ANNIVERSARY BEST | TYCP-60051             | 1.ベイビー・アイラブユー (DJ KOMORI Remix)        | UNIVERSAL MUSIC         |
| 2013年11月6日  | Francfranc presents Fun Fun Christmas                                    | UICZ-1504              | 2.Fun Fun Christmas / Che'Nelle * TEE * LEO       | UNIVERSAL               |
| 2013年11月13日 | ZIP-FM 20th ANNIVERSARY SPECIAL CD ZIP MANIA ALL BEST MIX                | TYCP-60079             | 25.アイシテル (ZIP Remix)                         | UNIVERSAL MUSIC         |
| 2014年1月15日  | J-POP THE WORLD                                                          | TYCP-60092             | 1.ベイビー・アイラブユー                          | UNIVERSAL MUSIC         |
| 2014年2月26日  | DJ KAORI'S JMIX VI                                                       | UMCK-1465              | 27.ビリーヴ                                       | UNIVERSAL MUSIC         |
| 2014年3月26日  | しあわせになれる恋のうた -THE SWEETEST LOVE-                             | UICZ-1531              | 2.SAKURA                                          | UNIVERSAL MUSIC         |
| 2014年4月2日   | A-TTENT↑ON mixed by DJ MAYUMI                                            | UPCH-20344             | 6.バーニング・ラヴ                                | UNIVERSAL MUSIC         |
| 2014年4月23日  | ダンスホール・ラヴァーズ カヴァーズ・ベストII                            | TYCP-60108             | 11.ベイビー・アイラブユー (Dancehall Refix)       | UNIVERSAL MUSIC         |
| 2014年6月25日  | しあわせになれる恋のうた -HAPPY SUMMER SONGS-                            | UICZ-1555              | 2.Sunshine Girl                                   | UNIVERSAL MUSIC         |
| 2014年7月23日  | アイのうた Bitter Sweet Tracks→mixed by Q;indivi+                        | UICZ-8152              | 2.ベイビー・アイラブユー                          | UNIVERSAL MUSIC         |
| 2014年8月27日  | 大切な人と聴きたい15のラブソング 2                                       | UICZ-8153              | 3.アイシテル                                      | UNIVERSAL MUSIC         |
| 2014年10月22日 | 渋谷純愛物語                                                             | UICV-1037              | 2.うれし涙 feat. シェネル & MACO                  | UNIVERSAL MUSIC         |
| 2014年12月24日 | ワッツ・アップ!ザ・ベスト～ザ・グレイテストR&Bヒッツ!                    | UICZ-1579              | 16.ラブ・ウィズ・DJ                               | UNIVERSAL MUSIC         |
| 2015年6月10日  | Venus Kiss mixed by DJ SHIMA☆YURI                                        | CRCP-40412             | 28.うれし涙 feat.シェネル & MACO                  | CROWN VenuS             |
| 2015年6月24日  | J-LOVERS MIX mixed by DJ YU-KI                                           | UICZ-8165              | 11.うれし涙 feat.シェネル & MACO                  | UNIVERSAL MUSIC         |
| 2015年10月7日  | 春夏秋冬                                                                 | WPCR-16889             | 6.Last Forever feat.Che'Nelle                     | WARNER MUSIC JAPAN      |
| 2015年11月18日 | ドリーム～ディズニー・グレイテスト・ソングス～ 邦楽盤                    | AVCW-63119             | 1.いつか王子様が (白雪姫)                         | Walt Disney Records     |
| 2025年4月25日  | Drax Project（英語版）「Woke Up Late (feat. Che'Nelle)」                 | 配信                   | 1. Woke Up Late (feat. Che'Nelle)                 | avex trax               |

## ミュージックビデオ
| 監督            | 曲名 |
| 柿本ケンサク    | 「BURNING LOVE」 |
| Kazuaki Seki    | 「MISSING」 |
| 瀬里義治        | 「I WILL」「ずっと (English Ver.)」(出演:森絵梨佳)「アイシテル」 |
| Yu-ya Hara      | 「BELIEVE」「FALL IN LOVE」「STORY」「愛の歌」 |
| 福居英晃        | 「TOUCH（CLOSE TO YOU）」 |
| LIZ FRIEDLANDER | 「LOVE WITH DJ (REMIX) feat.CHAM」 |
| 不明            | 「BABY I LOVE U（English Ver.）」「BABY I LOVE U（New Ver.）」「FEEL GOOD」「FIRST LOVE feat.lecca」「HURRY UP」「SUNSHINE GIRL（English Ver.）」「SOS」「Everybody」 |

## タイアップ
| 曲名                                          | タイアップ |
| ファースト・ラブ                              | ピーチ・ジョンCMソング |
| ベイビー・アイラブユー                        | テレビ東京系『流派-R』7月度エンディングテーマ ISUM ブライダルミュージックアワード2014・結婚式で最も人気の楽曲の女性部門表彰      |
| ストーリー                                    | TBS系『CDTV』3月度エンディングテーマ レコチョクCMソング                                                                          |
| ビリーヴ                                      | 映画『BRAVE HEARTS 海猿』主題歌 下園辰哉登場曲 許銘傑登場曲                                                                      |
| フォール・イン・ラヴ                          | TBS系『CDTV』10月度エンディングテーマ                                                                                            |
| タッチ（クロース・トゥ・ユー）                | ニベア花王ニベアCMソング |
| サンシャイン・オン・ユー                      | 東海テレビ制作・フジテレビ系 ドラマ『モメる門には福きたる』主題歌                                                                |
| 愛の歌                                        | テレビ朝日系『Musicる TV』1月度オープニングテーマ                                                                                |
| アイ・ウィル                                  | H.I.S.キャンペーンCMソング |
| バーニング・ラヴ                              | burnエナジードリンク・キャンペーンソング テレビ朝日系『Musicる TV』7月度オープニングテーマ 山崎憲晴奇数打席登場曲 金子侑司登場曲 |
| Happiness                                     | フジテレビ系木曜劇場『ディア・シスター』主題歌                                                                                   |
| Destiny                                       | TBS系金曜ドラマ『リバース』主題歌                                                                                                |
| 奇跡                                          | 映画『今夜、ロマンス劇場で』主題歌                                                                                               |
| SOS                                           | BS-TBS ドラマ『夫婦の秘密』主題歌                                                                                                |
| Everybody                                     | 三井ホーム ショートドラマ「亀山夫婦は、注文したい。」主題歌                                                                      |
| I’ll be by your side feat. 花村想太（Da-iCE） | フジテレビ系情報番組『サン!シャイン』 6月・7月エンディングテーマ                                                                 |

## CM出演
- 2008年08月 - ピーチ・ジョン『PJ・ザ・カタログ』
- 2013年06月 - 日本コカ・コーラ『burn・エナジードリンク』
- 2013年11月 - BALS『Franc franc』
- 2015年05月 - ガシー・レンカー・ジャパン『プロアクティブ+・スキンスムージングクレンザー』

## 主な出演イベント
- 2011年07月28日 - お台場合衆国2011～ぼくらがNIPPON応援団!～めざましライブ2011
- 2012年05月26日 - GirlsAward 2012 SPRING/SUMMER
- 2012年12月22日 - MUSIC FOR ALL, ALL FOR ONE 2012
- 2013年06月02日 - PRINCE×PRINCESS vol.4
- 2013年08月17日 - お台場合衆国2013めざましライブ
- 2013年10月06日 - めざまし LIVE ISLAND TOUR 2013 in 仙台
- 2014年03月02日 - U-EXPRESS LIVE 2014
- 2014年06月13日 - LOVE in Action Meeting
- 2014年07月28日 - お台場新大陸2014 めざましライブ
- 2014年08月17日 - a-nation island Asia Progress ～Departure～
- 2015年03月15日 - Live Emotion 2015 SPECIAL PARTNER LOVE in Action
- 2015年09月26日 - ASO FEST 2015
- 2015年12月19日 - 第2回あつぎミュージックフェスティバル
- 2016年08月09日 - 家入レオ&シェネル&chay&手嶌葵 Special Live A Midsummer Night's Dream ～真夏の夜の夢～ presented by「THE MUSIC TRAVEL」
- 2016年08月13日 - 音霊 OTODAMA SEA STUDIO 2016「SUMMER TIME MAGIC 16'」
- 2017年06月23日 - LIVE FREELY LINE MUSIC 2nd Anniv. SPECIAL
- 2017年09月02日 - FREEDOM aozora 2017 九州
- 2017年10月28日 - 九州ド真ん中!秋フェス"SMILE L VE LIVE"
- 2017年11月17日 - かわさきジャズ2017
- 2017年12月31日 - ハウステンボスカウントダウン 2017-2018
- 2022年08月21日 - Super Music Festival 2022 ODAIBA Live
- 2022年09月03日 - MAKE A MONOGATARI 2022